# Cyperus karisimbiensis
Cyperus karisimbiensis är en halvgräsart som först beskrevs av Henri Chermezon, och fick sitt nu gällande namn av Georg Kükenthal. Cyperus karisimbiensis ingår i släktet papyrusar, och familjen halvgräs.

## Underarter
Arten delas in i följande underarter:
- C. k. karisimbiensis
- C. k. longinux